# 鵜木洋二
鵜木 洋二（うのき ようじ、1940年4月28日 - 2021年2月23日）は、日本の実業家。学校法人福岡工業大学理事長、福岡ダイエーホークス社長。

## 略歴
1940年、宮崎県都城市に生まれる。1964年に法政大学法学部法律学科を卒業し、ダイエーに入社する。米国ダイエー副社長、ユニードダイエー常務、福岡ダイエーホークス社長などを歴任する。1994年に学校法人福岡工業大学理事・評議員、1997年に理事長に就任する。2021年2月23日、肺癌のため死去。80歳没。

## 人物
中内功の懐刀として、企業買収に手腕を発揮し、1988年のダイエーによる南海ホークスの買収と福岡移転に深く関わり、初代球団社長に就任する。日本初の開閉式福岡ドームの建設に尽力し、球団強化のために当時、西武ライオンズの球団管理部長だった根本陸夫を招き、福岡ダイエーホークスの基礎を作った。

## 参考
- 根本陸夫氏招聘…王ホークス路線築いた鵜木洋二さん
- スポニチ ダイエー初代球団社長・鵜木洋二さん死去